# 波濤

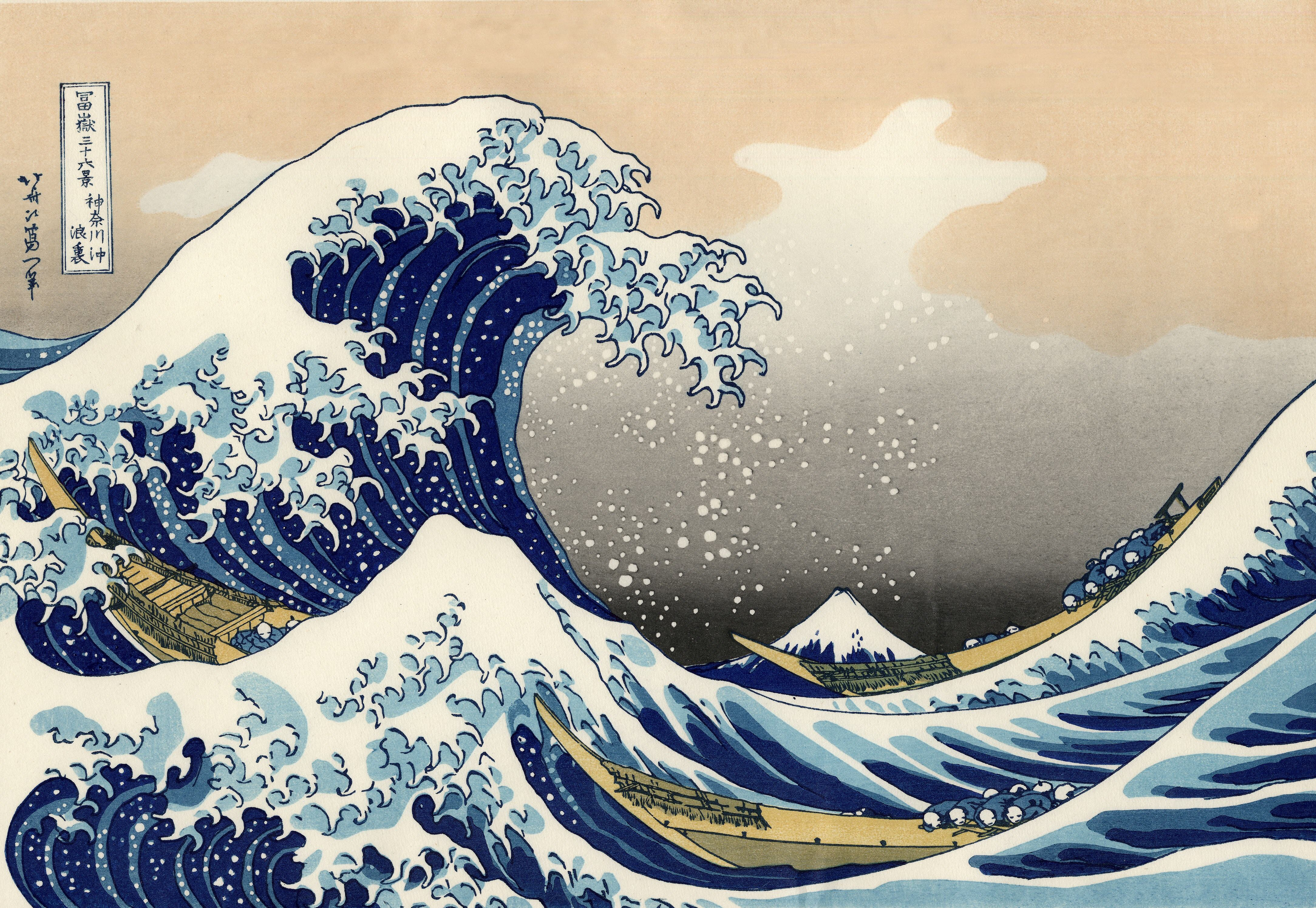
浮世繪畫師葛飾北齋，冨嶽三十六景的海浪

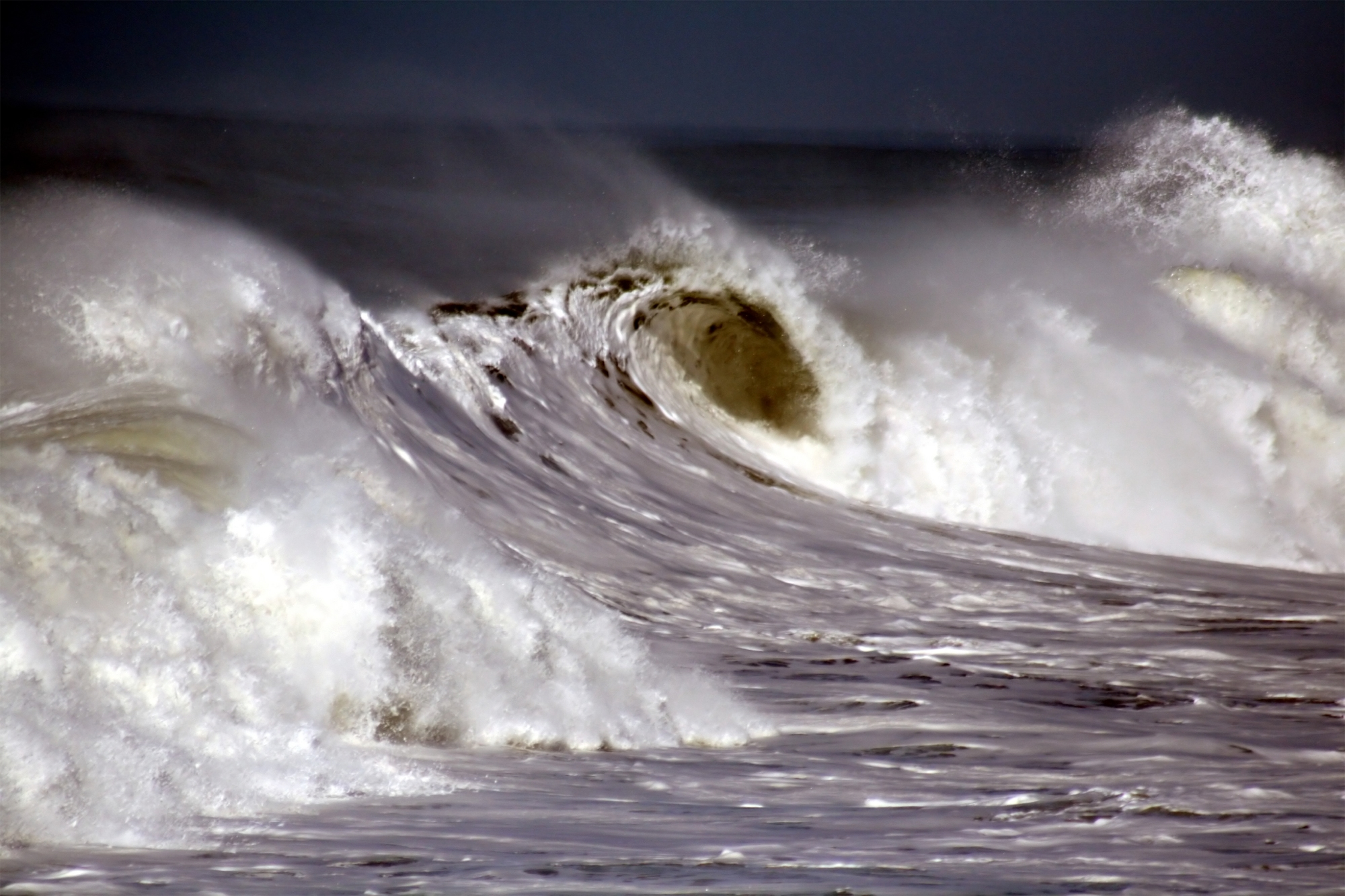
捲浪

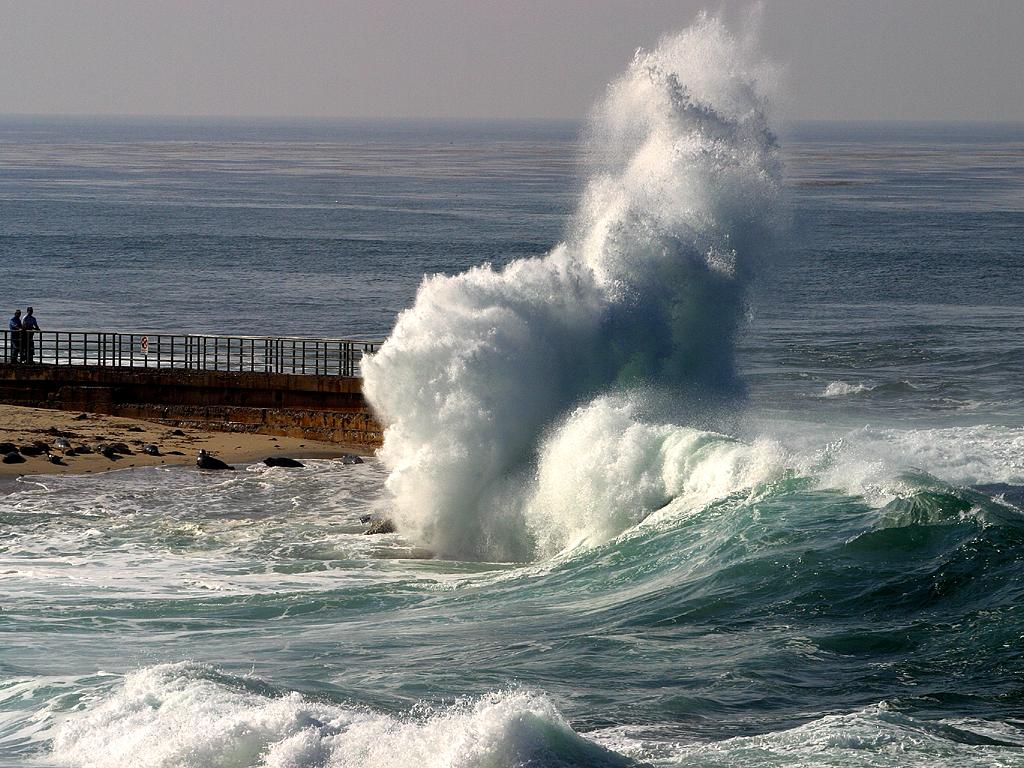
海岸的海浪

波浪、波濤是發生在各種水體（海水上的又叫海浪）表面上的表面波，即沿著水與空氣界面間傳行的一種波動，屬於重力波的一種類型。當風吹起時，風所帶來的壓力及摩擦力對海洋表面的平衡態產生擾動，一些能量自風轉移到水上。水能夠自風得到能量是因為兩者間的摩擦力，使得表面粒子以橢圓式運動移動著，這種橢圓式運動是縱波（往覆運動）與橫波（上下運動）所合成。波浪的波动有随机性；因为海面的风速、风向随时随地变化，所以波浪通常是杂乱无章的，其波高、波长和周期都为随机量。
波涛不同于涌浪。涌浪是远处的风，或已经过去的风所引起的波浪。“无风三尺浪”指的就是涌浪。

## 性质

### 折射
波浪传播时因水深变化不断改变方向的现象。主要在近岸浅水，波浪在水深小于其波长一半的水中传播时，波速随深度的减小而降低。波峰线、等深线不平行时，同一波峰线上各点的水深不同，位于较深处一端波峰速度大于较浅处一端的速度，波峰线弯转，有波峰线逐渐和等深线平行的趋势，与波峰线垂直的波向线也随之弯转。
对于频率单一的规则波动，折射的规律和光折射的规律类似。波浪总是沿着需时最短的路径传播。如果把波浪看成是由许多组成波叠加成，问题归结为求折射后的谱。除地形外，摩擦、水流、风、非线性效应等，都能影响波浪的折射。

### 绕射
当波浪在传播过程中遇到防波堤、岛屿等障碍物时，可以“绕”过障碍物传到其掩蔽区。波浪绕射对海港的设计、建筑有重要意义，因为港内的泊稳条件同波浪绕射有密切关系。在实际中，常对几种典型的掩蔽物（单堤、双堤等）绘制出绕射图解。方便计算出波浪在掩蔽区内、外部任意点处绕射后的波要素。

### 反射
波浪在传播中遇到障碍物，还可产生反向传播的现象。波浪的反射波和原来的入射波叠加在一起，有时可在障碍物前面形成驻波，振幅可达原入射波振幅的两倍。因此，在决定建筑物的高度、强度时，须考虑反射。另外，港内波浪的反射，可增加港内水面的振动，不利于船舶的停靠等。
当波浪遇到理想的光滑垂直平面障壁时发生全反射，入、反射波振幅相等，入、反射角相等；但实际障碍物反射时，可能一部分能量以渗透波渗入有孔隙的结构物内，一部分能量因摩擦发生波面破碎等消耗，仅一部分能量以反射波反射回来，反射波波高比入射波小。反射系数决定于障碍物坡度、粗糙度，结构、透水性，入射角等。